# Battle Chess
Battle Chess je americká logická počítačová hra na hraní šachů s animovanou pseudo trojrozměrnou grafikou. Původně byla vyvinuta a vydána Interplay Entertainment pro Amigu v říjnu 1988, následně vyšlo mnoho dalších portů, na 3DO, Acorn Archimedes, Apple II, Atari ST, Commodore 64, MS-DOS, FM Towns, NES, MacOS, NEC PC, Sharp X68000 a Windows 3.1x.

## Popis
Battle Chess se řídí stejnými pravidly jako tradiční šachy, přičemž figurky se pohybují a bojují animovaným způsobem. Věž například jako skalní monstrum zabije pěšce rozbitím hlavy a královnu tím, že ji sežere. Existují také různé narážky: animace jezdce versus jezdce odkazuje na boj černého rytíře v Monty Python a Svatý Grál, boj krále proti střelci zpodobňuje bitvu mezi Indianou Jonesem a šermíře v Dobyvatelích ztracené archy. MS-DOS verze byla buďto CGA (4 barvy, 320x200), EGA (16 barev, 320x200) nebo VGA (256 barev, 320x200).
Hru lze také hrát ve 2D bez animací. Některé verze obsahují namluvený tutoriál. Lze hrát proti lidskému protivníkovi (na jednom zařízení, sériový port a LAN), nebo proti umělé inteligenci počítače. DOS verze hraje zvuky přes PC speaker. V roce 1991 vyšel Battle Chess Enhanced pro PC a Macintosh, s SVGA grafikou (256 barev, 640x480) a hudbou, která se přehrávala z CD-ROM. V roce 1992 se hra objevila ve filmu Tah jezdcem.

## Přijetí
Hra byla kriticky uznávaná a komerčně úspěšná. Do února 1993 se prodalo 250 000 kopií. V britském časopise Computer and Video Games byla hra ohodnocena 84 %. Slovenským časopisem Bit byla ohodnocena 72 %.

## Pokračování
V roce 1991 vyšel druhý díl Battle Chess II: Chinese Chess (čínské šachy) a další rok Battle Chess 4000 (futuristické sci-fi postavy).
Velmi podobnou 3D hru Battle vs. Chess vydala německá společnost TopWare Interactive na Windows, Linux, Mac OS X, PS3, Xbox 360 a Wii v roce 2011. Po soudním procesu však bylo firmě Interplay zaplaceno odškodné 200 000 $, poté byla hra v USA vydaná pod názvem Check vs. Mate. Server GamingBoulevard.com ohodnotil hru 80 % a na Metacritic.com má hodnocení 69 %.
3D remake Battle Chess: Game of Kings vydal Interplay na Windows v roce 2015. Na Whatoplay.com má hodnocení 49 %.